# Conkouati-Douli Nationalpark
Conkouati-Douli Nationalpark er en UNESCO-anerkendt kystnationalpark i Republikken Congo. Parkens hovedaktiviteter omfatter samfundsopsøgende, biologisk forskning og turismeudvikling. Det blev etableret ved præsidentens dekret nr. 99-136 den 14. august 1999.

## Administration
Conkouati-Douli Nationalpark forvaltes af Ministeriet for Skovøkonomi og Bæredygtig Udvikling (MEFDD) i samarbejde med NGO'en Noé, en non-profit bevaringsorganisation der blev oprettet i 2001.
De tekniske og finansielle partnere er, udover private finansfolk, WCS (Wildlife Conservation Society), African Parks Network, JGI Congo, HELP/Beauval, Renatura, ESI Congo, Den Europæiske Union, AFD og USFWS.

## Historie
Conkouati-Douli Nationalpark  blev etableret i 1999. Det har dog været en del af et aktivt bevaringsområde siden før 1980 og omfatter områder af det gamle tidligere  reservat Conkouati. Det oprindelige reservat dækkede næsten 3.000 km2 men blev reduceret til 1.442,94 ha ved en lovbestemmelse i 1989.
Fra 1994 til 1999 anerkendte IUCN, at området var kritisk truet og samarbejdede med andre om finansiering fra Verdensbanken, efter aftale med de congolesiske myndigheder, indtil juni 1999.
Siden den blev udpeget til en nationalpark, har Conkouati-Douli været styret af Ministeriet for National Forestry Commission i partnerskab med Wildlife Conservation Society (WCS).
Parken er en vigtig del af den lokale kultur. Der bor omkring 7.800 mennesker i og omkring parken fordelt på 31 landsbyer. Kystbeboerne er hovedsageligt Vili-folk, en etnisk gruppe af fiskere og handlende, der har boet der siden det 13. århundrede. Landsbyerne langs vejen ind i skoven rummer en blanding af over 30 forskellige etniske grupper, som kom med den industrielle skovbrugssektor og bosatte sig indenfor de seneste 100 år.

## Geografi
Parken har et areal på 7.955 km2, inklusive 4.121 km2    af den marinepark og 3.833 km2 jord i Kouilou-delen, i distrikterne Nzambi og Madingo Kayes. Den er ligger nær landsbyerne Cotovindou og Louléma langs grænsen mellem Congo og Gabon, ved skæringspunktet med National Route 5. Det er opdelt i tre zoner:
1. En integreret beskyttet zone, hvor der kun er adgang  for parkpersonale, guidede betalende turister og forskere med gyldige tilladelser;
2. En øko-udviklingszone, der omfatter alle lovlige boliger, hvor beboere har lov til at bruge naturressourcer bæredygtigt til deres underhold, og hvor industriel udnyttelse er tilladt efter aftale med de relevante statslige institutioner;
3. En 5 km bred bufferzone omkring parken udpeget til miljøundervisning, sensibiliseringsindsats og socioøkonomiske aktiviteter.

## Miljø

### Flora
Conkouati-Douli Nationalpark er den mest biodiverse park i landet og omfatter det eneste beskyttede havområde i Congo. Noumbifloden løber gennem parken, som er præget af tætte skove, blandet med vådområder, flodsletteskove og laguner.  Rhizophora racemosa (en)og Avicennia nittitta er almindelige mangrover i parken. Vandvegetation i søer og laguner er sammensat af Vossia cuspidata (en) og Ctenium newtonili.

### Fauna
Parken har en typisk fauna  for skovøkosystemer i Congo. Den er et prioriteret sted for menneskeaber i IUCN's handlingsplan for bevarelse af store aber, da det er hjemsted for omkring 7.000 centralafrikanske chimpanser og 900 vestlige lavlandsgorillaer. Der findes også bøfler, leoparder, penselsvin, sitatungaer og mandriller. Området er også hjemsted for 900 skovelefanter og er et Ramsarområde på grund af dets betydning for trækfugle og vådområder. Parken er blevet udpeget som et vigtigt fugleområde (IBA) af BirdLife International, fordi den understøtter betydelige bestande af mange fuglearter.
I den marine del af parken  findes også en bestand af truede skildpadder og delfiner. Dens strande er blandt de vigtigste i verden til rede for læderskildpadder. Marineparken omfatter også en gruppe på omkring 100 pukkelrygdelfiner.

### Trusler
Lokale økosystemer er sårbare over for industrielle trusler fra skovhugst, minedrift, olieproduktion og kommercielt fiskeri.
Krybskytter bruger almindeligvis de kystnære og sydøstlige skovveje, der krydser parken for at få adgang til sjældne dyr såsom elefanter.
Den lokale befolkning er lille, men den nærliggende by Pointe-Noire (150 km fra parken) har stor interesse for at udnytte naturressourcerne for at dække den voksende efterspørgsel efter bushmeat og træ.
Kinesisk ejede trawlerbåde er en alvorlig trussel mod havparken. Lokale trusler omfatter ikke-bæredygtigt fiskeri-, jagt- og landbrugsteknikker.
Siden begyndelsen af 2024 har olieselskabet Congo Holding United, et selskab hvor majoriteten er ejet af China Oil Natural Gas Overseas Holding United, haft planer om at bore efter olie nær og inde i Conkouati-Douli nationalpark, hvilket er en massiv risiko for den rige biodiversitet og de oprindelige folk, der bor der.